# 코스피 200 주가지수 선물
코스피200 주가지수 선물(KOSPI200 Index Futures)은 대한민국의 코스피200 주가지수를 대상으로 하는 선물거래이다. 
대한민국의 최초이자 최대의 선물시장이다. 금융시장 발전을 위해 1980년대 말에 도입이 논의되었다. 1995년부터 한국증권거래소에서 모의시장을 운영하다가 1996년 5월 3일 정식 개장했다. 2003년 부산광역시에 위치한 한국선물거래소로 거래 시스템과 청산소가 이관되었고 2009년부터는 한국거래소 파생상품시장과 시카고 상업거래소 글로벡스에서 거래되고 있다. 2009년 이후 선물가격을 지수화한 코스피200 선물지수(F-KOSPI200)와 코스피200 레버리지/인버스 지수가 발표되고 있다.

## 상품 명세
1. 기초자산: 코스피200 지수
2. 거래단위: 코스피200 지수 × 250,000원
3. 호가단위: 0.05 (틱가치: 12,500원)
4. 주문종류: 지정가, 시장가, 조건부지정가, 최유리지정가 
야간시장과 정규장 최근월물 만기 4일 전까지는 지정가 주문만 허용
5. 주문조건: IOC, FOK
6. 거래소: 08:00~15:45 한국거래소 Exture, 18:00~05:00 시카고 상업거래소 Globex
7. 거래시간: 한국거래소가 지정한 휴장일 제외 KST 월요일~금요일
정규장: 개장시 동시호가 08:00~08:59
개별경쟁매매 09:00~15:34
거래종료 동시호가 15:35~15:45
야간장: 개별경쟁매매 18:00~05:00
 만기가 도래한 종목은 정규장 15:20 종료 
호가 급변시 사이드카 또는 서킷 브레이커 발동
8. 가격제한폭: 정규장 전일 정산가 대비 ±10%
9. 증거금: 
기본예탁금: 3,000만원/1,500만원/500만원/면제 4단계 차등적용
 개시증거금: 13.5% 유지증거금: 9%
증거금은 현금 및 대용증권으로 납부할 수 있지만 최소유지증거금의 1/3은 반드시 현금 또는 현금에 상당하는 외화로 납부하여야 한다.
10. 결제방식: 현금결제, 매일정산
11. 월물 및 최종거래: 3,6,9,12월의 2번째 목요일 14:50(휴장일일 경우 앞당김)
각 월물 거래 종료 익일 차년도 해당월물 상장
12. 종목코드: 코스피200F
13. 표준코드: KR4101
14. 월물코드: 3,6,9,C(12월물) 표준코드는 각각 1,2,3,4
15. 미결제약정 제한: 5,000 계약, 호가당 1,000 계약
양건(헷지 포지션) 보유 불가
16. 거래 수수료: 금융투자회사 자율이나 최소 한국거래소 수수료 계약당 매매체결대금의 0.000142% 포함
17. 실시간 코스피 200 지수 확인 http://pinvest.co.kr 보관됨 2019-09-29 - 웨이백 머신

## 캘린더 스프레드
코스피200 선물시장은 캘린더 스프레드 시장이 추가적으로 설치되어 있다. 항상 최근월물-차근월물, 최근월물-차차근월물, 최근월물-차차차근월물의 3종목이 상장된다.
1. 거래단위: 코스피200 선물 원월물 - 근월물
2. 호가단위: 0.05
3. 주문종류: 지정가
4. 거래시간: 개별경쟁매매 09:00~15:35. 최근월물이 최종거래일일 경우 15:20 종료
5. 가격제한폭: 없음
6. 결제방식: 매수 체결시 코스피200 선물 최근월물 매도포지션 체결 & 원월물 매수포지션 체결
매도 체결시 최근월물 매수포지션 체결 & 원월물 매도포지션 체결
7. 종목코드: 코스피200 SP
8. 표준코드: KR4401
9. 월물코드: 최근월물-차근월물-S (GCH3S, H3H6S, I9J6S의 경우 2012년 12월-2013년 3월, 2013년 3월-2013년 9월, 2014년 9월-2015년 6월)